# Соп Букевски
Соп Букевски је насељено место у саставу Града Велике Горице, у Туропољу, Хрватска.

## Становништво
| Националност       | 1991.       |
| Хрвати             | 93 (90,29%) |
| Срби               | 0           |
| Југословени        | 0           |
| остали и непознато | 10 (9,70%)  |
| Укупно             | 103         |